# 费利克斯·霍夫曼
费利克斯·霍夫曼（Felix Hoffmann，1868年1月21日—1946年2月8日）是一位德国化学家，是他首先将海洛因和阿司匹林合成成为药物。

## 生平
1868年1月21日霍夫曼生于路德维希堡，在慕尼黑学习化學。1894年，他加入埃尔伯费尔德的拜耳医药研究机构。
1897年8月10日，霍夫曼成功合成乙酰水杨酸（ASA），使这种物质第一次在稳定形态下用于医疗应用。拜耳销售这种物质时将它命名为阿司匹林，并注册了商标专利。
仅仅11天之后，霍夫曼也成为了首先合成稳定形态的二乙酰吗啡（海洛因）的化学家，但他并不是最初发明者，尽管拜耳公司曾经为此索赔。海洛因最初发明者是英国化学家Wright。
阿司匹林合成以后，霍夫曼调到医药营销部门工作，在那里一直待到1928年退休。他于1946年2月8日去世。

## 争议
1949年，阿图尔·艾兴格林发表了一篇论文，声称他曾策划并指挥阿司匹林以及几个相关化合物的合成。他还自称负责了私下的阿司匹林初始临床试验。最后，他声称霍夫曼的角色只是限制在初始实验室合成他（艾兴格林）的过程。但不久他就去世。
艾兴格林一直被史学家和化学家忽略，直到1999年，位于格拉斯哥的斯特拉斯克萊德大學药学院副主任Walter Sneader重新研究此事，并得出结论，艾兴格林才是阿司匹林的首先合成者。但由于当时德国正处于纳粹统治时期，艾兴格林是犹太人，在这样的背景下，霍夫曼才宣称他是阿司匹林的发明人。
拜耳股份公司随后在一份新闻稿中否认了这一理论，称阿司匹林的发明者就是霍夫曼。

## 遗产
2002年，他被选入美国国家发明家名人堂。